# Fabresema
Fabresema is een geslacht van vlinders van de familie spinneruilen (Erebidae), uit de onderfamilie Arctiinae.

## Soorten
- F. bicornuta Holloway, 1979
- F. catherinae Holloway, 1979
- F. costiplaga Holloway, 1979
- F. cheesemanae Holloway, 1979
- F. elisabethae Holloway, 1979
- F. flavibasalis Holloway, 1979
- F. gerardi Holloway, 1979
- F. grisea Holloway, 1979
- F. obliqua Holloway, 1979
- F. sarramea Holloway, 1979
- F. suffusa Holloway, 1979
- F. sylviae Holloway, 1979
- F. toma Holloway, 1979
- F. valeriae Holloway, 1979